# مولي أوكيف
مولي أوكيف (بالإنجليزية: Molly O'Keefe)‏ (1900 في الولايات المتحدة)؛ روائية أمريكية.